# 1809-1810: Mientras llega el día
1809-1810: Mientras llega el día es una película ecuatoriana histórico-dramática de 2004, dirigida por Camilo Luzuriaga y protagonizada por Marilú Vaca, Aristides Vargas y Gonzalo Gonzalo. La trama está basada en el libro homónimo del escritor Juan Valdano, y gira en torno a los hechos sucedidos en la ciudad de Quito entre el 10 de agosto de 1809, cuando tuvo lugar el Primer Grito de Independencia en la colonia española de la Presidencia de Quito, y el 2 de agosto de 1810, cuando sucedió la Masacre de los Próceres en manos de las autoridades peninsulares.

## Argumento
Pedro Matías Ampudia (Aristides Vargas) es un bibliotecario que vive y trabaja en la ciudad de Quito, capital de la Presidencia homónima dentro del imperio español en América. Luego de que las autoridades hispanas peninsulares recobraran el control del territorio tras una revuelta iniciada el 10 de agosto de 1809, cuando los criollos destituyeron al presidente Manuel Ruiz Urriés de Castilla e instalaron su propia Junta de Gobierno Autónoma, y de la que Ampudia formó parte, este fue apresado junto con los demás implicados en la asonada.
Ampudia planea huir del encierro ayudado por su amante mestiza Judit (Marilú Vaca), hija de un reconocido pintor de la escuela quiteña de arte, de quien también se enamora peligrosamente el coronel español Manuel Arredondo (Gonzalo Gonzalo), jefe de las tropas llegadas desde Lima para reprimir la insurrección en la ciudad y custodiar a los presos.

## Reparto
El reparto de la cinta está conformado por actores y actrices de diferentes nacionalidades, especialmente ecuatorianos y españoles.
| Reparto (Fuente: IMDb) |                        |             |           |
| Actor / Actriz         | Personaje              | Rol         | Tipo      |
| Marilú Vaca            | Judit                  | protagónico | ficticio  |
| Aristides Vargas       | Pedro Matías Ampudia   | protagónico | histórico |
| Gonzalo Gonzalo        | Manuel Arredondo       | antagónico  | histórico |
| Carlos Martínez        | Obispo Cuero y Caicedo | estelar     | histórico |
| Aitor Merino           | Loco Manchego          | estelar     | ficticio  |
| Víctor Hugo Gallegos   | Pintor                 | reparto     | ficticio  |
| Diego Naranjo          | Tomás de Arréchaga     | reparto     | histórico |
| Gerson Guerra          | Cura Coloma            | reparto     | ficticio  |
| Alfredo Espinosa       | Juan de Dios Morales   | reparto     | histórico |
| Santiago Villacís      | Barrantes              | reparto     | histórico |
| José Alvear            | Julián                 | reparto     | ficticio  |
| Joselino Suntaxi       | Martín                 | reparto     | ficticio  |

## Producción

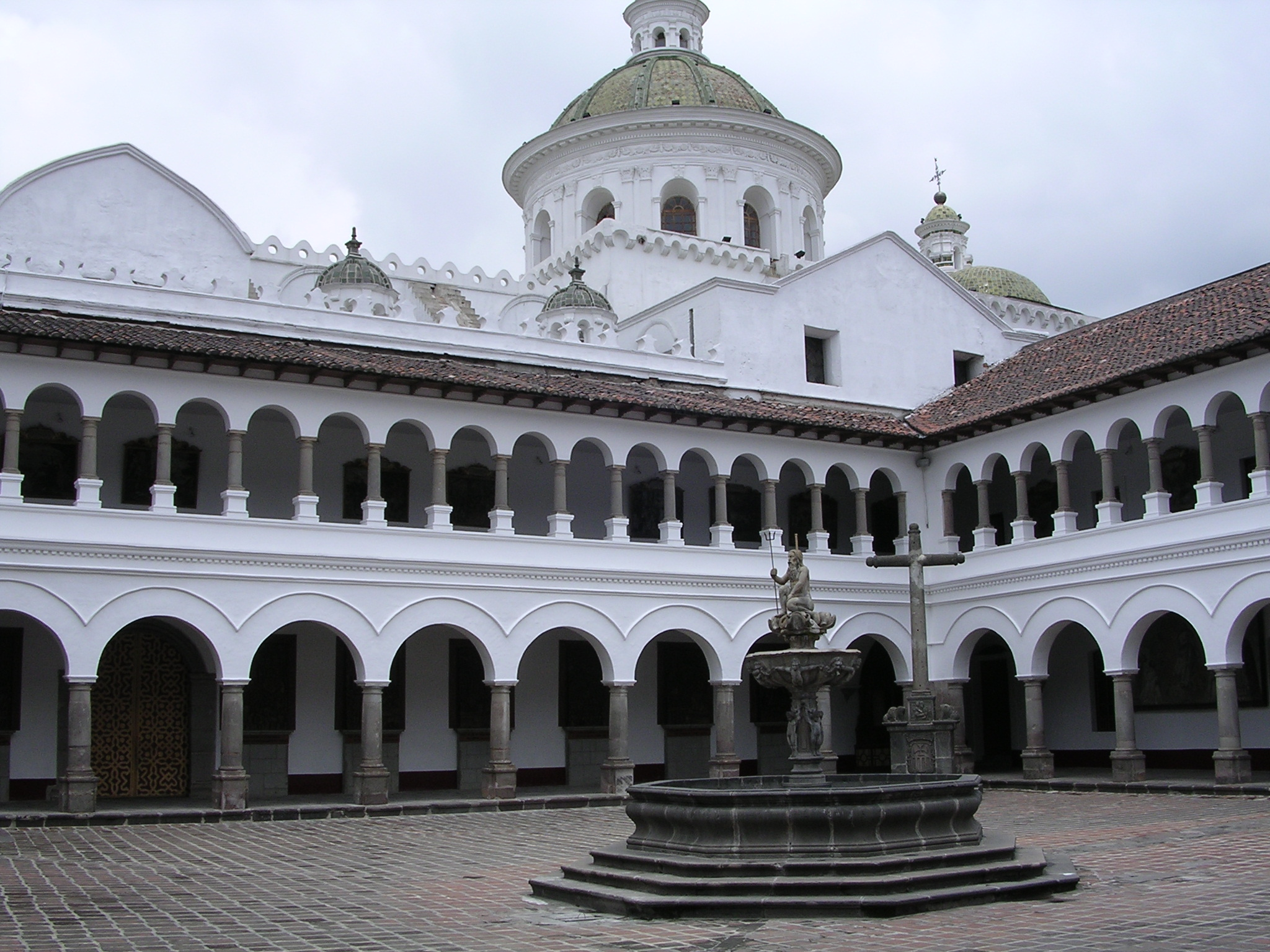
Patio del convento de La Merced, una de las locaciones.

La película está basada en la novela homónima, del ensayista y narrador ecuatoriano Juan Valdano, y su producción inició con el apoyo del Municipio de Quito y el FONSAL el 17 de enero de 2004, con un presupuesto de 650 mil dólares americanos.
La filmación tuvo lugar en diferentes escenarios del Centro Histórico de la capital ecuatoriana, entre ellos los conventos de Santo Domingo, La Merced y Guápulo; el Colegio María Auxiliadora, el antiguo Cuartel del Real de Lima, el Palacio de Carondelet y una casa patrimonial del barrio San Marcos.
Los interiores de algunos edificios como el patio del convento de La Merced y los corredores del Palacio de Carondelet (en donde tuvieron dos días concretos para filmar), debieron ser modificados por la escenógrafa Alicia Herrera para darles un aspecto más acorde con el que tenían en a inicios del siglo XIX, época en que no recibían mantenimiento continuo y eran pintados muy esporádicamente.

## Lanzamiento

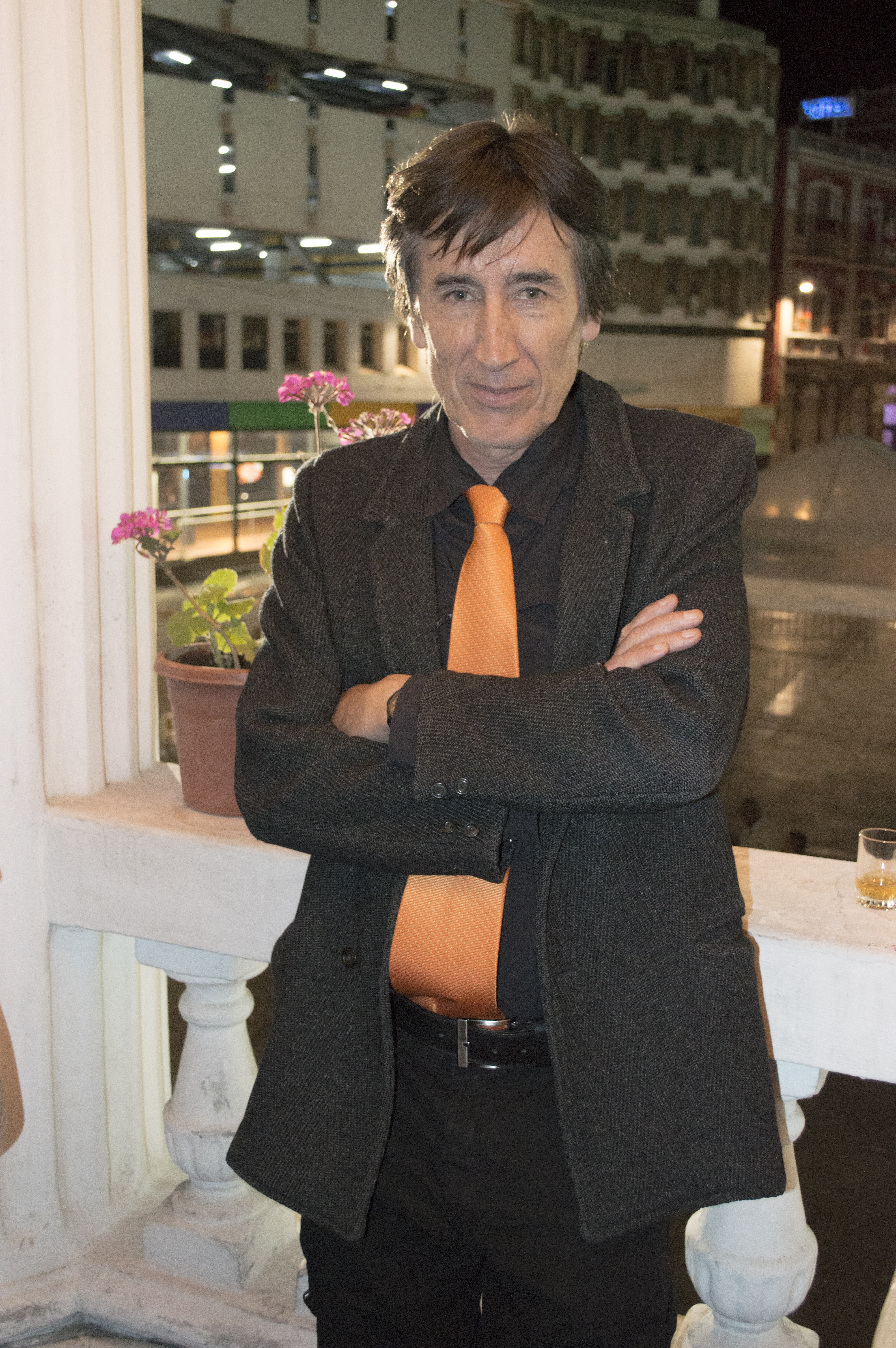
Camilo Luzuriaga, director de la cinta (2015).

La cinta se estrenó en Ecuador el 10 de agosto de 2004, como parte de los festejos por el Primer Grito de Independencia, que ese año significaban también el inicio de las celebraciones por el Bicentenario que se aproximaba para 2009. El acto tuvo lugar en el Teatro Bolívar, en el Centro Histórico de la ciudad de Quito, y a él acudieron los miembros del elenco, la producción, su director Camilo Luzuriaga, el alcalde de Quito Paco Moncayo y el prefecto de Pichincha Ramiro González.
Ha sido catalogada como una de las diez mejores películas de la historia del cine ecuatoriano, ocupando el puesto número siete.

### Proyección internacional
| País     | Año  | Evento                                       |
| -------- | ---- | -------------------------------------------- |
| Canadá   | 2008 | Festival de cine latinoamericano de Montreal |
| Rusia    | 2008 | Festival de cine latinoamericano de Moscú    |
| España   | 2009 | Fundación de Arte y Tradición de Tracia      |
| Bulgaria | 2011 | XVIII Semana de Cine Iberoamericano          |

### Formato casero
La cinta se editó en DVD, formato de 35 mm del sistema NTSC. Como material adicional se incluyeron el tráiler oficial, detrás de cámaras y entrevistas con los actores y el director.